# Microrégion d'Itabira
La microrégion d'Itabira est l'une des huit microrégions qui subdivisent la mésorégion métropolitaine de Belo Horizonte, dans l'État du Minas Gerais au Brésil.
Elle comporte 18 municipalités qui regroupaient 370 865 habitants en 2006 pour une superficie totale de 7 999 km2.

## Municipalités[1]
- Alvinópolis
- Barão de Cocais
- Bela Vista de Minas
- Bom Jesus do Amparo
- Catas Altas
- Dionísio
- Ferros
- Itabira
- João Monlevade
- Nova Era
- Nova União
- Rio Piracicaba
- Santa Bárbara
- Santa Maria de Itabira
- São Domingos do Prata
- São Gonçalo do Rio Abaixo
- São José do Goiabal
- Taquaraçu de Minas